# بوليط قاسي
بوليط قاسي (الاسم العلمي: Boletus durus) هو نوع الفطريات يتبع جنس البوليط من الفصيلة البوليطية.